# Fuinha-chilreadora
A fuinha-chilreadora ou fuinha-chilreante (Cisticola pipiens) é uma espécie de ave da família Cisticolidae.
Pode ser encontrada nos seguintes países: Angola, Botswana, Burundi, República Democrática do Congo, Namíbia, Tanzânia, Zâmbia e Zimbabwe.
Os seus habitats naturais são: campos de gramíneas de baixa altitude subtropicais ou tropicais sazonalmente húmidos ou inundados e pântanos.